# Niccolò Piccinni
Niccolò Piccinni (sinh năm 1728 tại Paris, mất năm 1800 tại Passy, gần thủ đô Paris của Pháp) là nhà soạn nhạc, nhà sư phạm nổi tiếng người Ý. Ông là một trong những gương mặt đầu tiên trong sự chuyển giao giữa nền âm nhạc Baroque và cổ điển.

## Cuộc đời và sự nghiệp
Niccolò Piccinni sinh năm 1728 tại thủ đô Paris của Pháp. Tuy sinh ra ở đó, nhưng Piccini đã trở về quê nhà Ý để học nhạc tại Naples. Ông bắt sáng tác opera tử năm 1754, nổi tiếng với vở opera Ceccchina, hay là cô con gái ngoan. Piccinni đã viết 100 vở cho các nhà hát ở Ý, chủ yếu tại Rome. Năm 1776, ông sang Paris, nơi mình sinh ra để viết những vở opera theo kiểu Pháp. Vở đầu tiên theo phong cách này là Roland. Đây là vở opera được biểu diễn khi cuộc chiến giữa những người ủng hộ ông và Christoph Willibald Gluck lên tới đỉnh điểm xoay quanh việc Gluck có những cải cách về nghệ thuật opera. Tuy nhiên, chính bản thân Piccini cung rất khâm phục tài năng của Gluck. Sau Cách mạng Pháp 1789, Piccini trở về Naples, nơi bắt đầu tiếp xúc với âm nhạc, rồi đến năm 1798 trở về Paris, nơi bùng nổ cách mạng, giữ chức thanh tra và giảng dạy tại Nhạc viện Paris.
Ông mất vào năm 1800 tại nước Pháp.

## Một số tác phẩm
Piccinni đã viết hơn 120 vở opera, đáng chú ý có Alessandro ở Ấn Độ (1758), Cecchina, hay là cô con gái ngoan (1760), Olimpiade (1761), Roland (1778), Iphigénie ở Tauride (1781), Didon (1783), Pénélope (1785), bốn bản oratorio, missa, cantata, những tác phẩm cho dàn nhạc.